# Thị Nam
Thị Nam (tiếng Trung: 市南区, Hán Việt: Thị Nam khu) là một quận của địa cấp thị Thanh Đảo, tỉnh Sơn Đông, Cộng hòa Nhân dân Trung Hoa. Quận Thị Nam là quận có kinh tế phát triển nhất Thanh Đảo. Quận này trung tâm hành chính của Thanh Đảo. Đây cũng là quận có bãi biển đẹp.